# Pontinha
Pontinha é uma vila portuguesa que foi sede da extinta Freguesia da Pontinha do Município de Odivelas, freguesia que tinha 4,55 km² de área e 23 041 habitantes (2011), donde uma densidade demográfica de 5 064 h/km².
A freguesia da Pontinha havia sido criada em 1984. Foi extinta (agregada), pela reorganização administrativa de 2012/2013, sendo o seu território integrado na então criada União das Freguesias de Pontinha e Famões.
A povoação da Pontinha foi elevada à categoria de vila em 1991.

## Geografia
A Pontinha faz fronteira com as freguesias de Famões e Odivelas (no concelho de Odivelas), Alfornelos, Brandoa, São Brás (no concelho da Amadora), e Carnide (no concelho de Lisboa).
A Pontinha desenha-se, no mapa, como uma ponta de terra, pertencente ao concelho de Odivelas (antiga Loures), estendendo-se para sul entre o concelho da Amadora e o de Lisboa.

## População
| População da freguesia da Pontinha | População da freguesia da Pontinha | População da freguesia da Pontinha | População da freguesia da Pontinha | População da freguesia da Pontinha | População da freguesia da Pontinha | População da freguesia da Pontinha | População da freguesia da Pontinha | População da freguesia da Pontinha | População da freguesia da Pontinha | População da freguesia da Pontinha | População da freguesia da Pontinha | População da freguesia da Pontinha | População da freguesia da Pontinha | População da freguesia da Pontinha |
| ---------------------------------- | ---------------------------------- | ---------------------------------- | ---------------------------------- | ---------------------------------- | ---------------------------------- | ---------------------------------- | ---------------------------------- | ---------------------------------- | ---------------------------------- | ---------------------------------- | ---------------------------------- | ---------------------------------- | ---------------------------------- | ---------------------------------- |
| 1864                               | 1878                               | 1890                               | 1900                               | 1911                               | 1920                               | 1930                               | 1940                               | 1950                               | 1960                               | 1970                               | 1981                               | 1991                               | 2001                               | 2011                               |
|                                    |                                    |                                    |                                    |                                    |                                    |                                    |                                    |                                    |                                    |                                    |                                    | 26 252                             | 24 023                             | 23 041                             |

Criada pela Lei nº 44/84  , de 31 de Dezembro, com lugares desanexados da freguesia de Odivelas. Fez parte do concelho de Loures até 14 de Dezembro de 1998

## Orago
A Pontinha tem por orago a Sagrada Família.

## História
Esta freguesia foi criada em 1985, por desmembramento de Odivelas; a sua sede foi elevada a vila em 16 de Agosto de 1991.
Foi junto a esta freguesia, mas em Lisboa, que se encontrava o Regimento de Engenharia N.º 1, que esteve sediado o Posto de Comando do Movimento das Forças Armadas durante a Revolução dos Cravos, em Abril de 1974.
José Francisco Guerreiro foi Presidente da Junta de Freguesia da Pontinha, durante 14 anos, entre Março de 1998 e Agosto de 2012.
Foi extinta (agregada) pela reorganização administrativa de 2012/2013, sendo o seu território integrado na União das Freguesias de Pontinha e Famões.

## Património
- Imóvel conhecido como "Velho Mirante"

## Equipamentos
- Escola Secundária Braamcamp Freire
- Escola Básica Gonçalves Crespo
- Escola Primária Mello Falcão
- Quartel GNR (antigo Regimento de Engenharia Nº1)
- Salão Nobre Junta de Freguesia
- Antigo Mercado da Pontinha
- Igreja da Sagrada Família da Pontinha